# Frank Diefenbacher
Frank Diefenbacher (Pforzheim, 19 maart 1982) is een Duits autocoureur.

## Career
Diefenbacher won het Duitse Junior Kartkampioenschap in 1996. Zijn eerste stappen buiten het karting was in de Duitse Formule Ford in 1998, waar hij als derde finishte. Hij finishte als vierde in de Formule König in 1999.
Diefenbacher deed een stapje omhoog naar het Duitse Formule 3-kampioenschap in 2000. Dat jaar finishte hij als tiende, maar werd derde in 2001 en vierde in 2002.
In 2003 was Diefenbacher gecontracteerd door Seat Sport voor hun ETCC-avontuur. In 2003 versloeg hij teamgenoot Jordi Gené door als 15e te finishten en hij finishte als 11e in 2004, waarbij hij evenveel punten had als zijn nieuwe teamgenoot Rickard Rydell.
Diefenbacher was niet geselecteerd door Seat bij hun WTCC-avontuur in 2005. Hij ging naar het team RS Line om deel te nemen aan enkele ronden. Echter beleefde hij een zware crash tijdens zijn eerste race op het Circuit Magny-Cours waardoor hij de rest van het jaar aan de kant moest staan.
Diefenbacher keerde terug naar het racen in 2006 in de tweede race van de FIA GT voor het team Race Alliance, maar viel in de eerste ronde uit.